# Liguilla Pre-Sudamericana Apertura 2015 (Chile)
La Liguilla Pre-Sudamericana Apertura 2015 fue la 7.º edición de la Liguilla Pre-Sudamericana, mini competición de fútbol profesional de Chile que sirvió como clasificatoria para la Copa Sudamericana 2016.
Su organización estuvo a cargo de la ANFP y contó con la participación de cuatro equipos. La competición se disputó bajo el sistema de eliminación directa, en dos ruedas.
El torneo comenzó el jueves 10 de diciembre y terminó el domingo 20 del mismo mes.    
El ganador de la liguilla fue Universidad Católica, ya que a pesar de caer en la ida con un resultado de 2-1 en contra, logró dar vuelta la serie, al ganar 4-1 en la vuelta, ganando 5-3 en el global, El subcampeón fue Palestino.

## Desarrollo
Los equipos clasificados a la Liguilla, serán los que terminen en los puestos del segundo al quinto lugar, en el Torneo Apertura 2015.

## Equipos participantes
| Equipo                    | Vía de clasificación                   |
| ------------------------- | -------------------------------------- |
| Universidad Católica      | Segundo lugar del Torneo Apertura 2015 |
| Universidad de Concepción | Tercer lugar del Torneo Apertura 2015  |
| Palestino                 | Cuarto lugar del Torneo Apertura 2015  |
| Audax Italiano            | Quinto lugar del Torneo Apertura 2015  |

|  | Semifinal                 | Semifinal                 | Semifinal | Semifinal | Semifinal |   |                      | Final                | Final | Final | Final | Final |
|  |                           |                           |           |           |           |   |                      |                      |       |       |       |       |
|  | Universidad Católica      | Universidad Católica      | 1         | 2         | 3         |   |                      |                      |       |       |       |       |
|  | Audax Italiano            | Audax Italiano            | 2         | 0         | 2         |   |                      |                      |       |       |       |       |
|  |                           |                           |           |           |           |   | Universidad Católica | Universidad Católica | 1     | 4     | 5     |       |
|  |                           | Palestino                 | Palestino | 2         | 1         | 3 |                      |                      |       |       |       |       |
|  | Universidad de Concepción | Universidad de Concepción | 1         | 0         | 1         |   |                      |                      |       |       |       |       |
|  | Palestino                 | Palestino                 | 2         | 1         | 3         |   |                      |                      |       |       |       |       |

- Nota: En cada llave, el equipo ubicado en la primera línea es el que ejerce la localía en el partido de vuelta.

### Semifinal
| 10 de diciembre de 2015, 17:30 | Palestino          | 2:1 (0:0) | Universidad de Concepción | Municipal, La Cisterna                                |                                                       |
|                                | Gutiérrez 63', 87' | Reporte   | 50' Manríquez             | Asistencia: 824 espectadores Árbitro(s): Claudio Puga | Asistencia: 824 espectadores Árbitro(s): Claudio Puga |

| 13 de diciembre de 2015, 17:00 | Universidad de Concepción | 0:1 (0:1) | Palestino   | Municipal, Yumbel                                      |                                                        |
|                                |                           | Reporte   | 45' Zacaría | Asistencia: 853 espectadores Árbitro(s): Roberto Tobar | Asistencia: 853 espectadores Árbitro(s): Roberto Tobar |

| 10 de diciembre de 2015, 20:00 | Audax Italiano          | 2:1 (0:0) | Universidad Católica | Municipal, La Florida                                     |                                                           |
|                                | Mora 65' · Vallejos 76' | Reporte   | 51' Fuentes          | Asistencia: 1.760 espectadores Árbitro(s): Julio Bascuñán | Asistencia: 1.760 espectadores Árbitro(s): Julio Bascuñán |

| 13 de diciembre de 2015, 19:30 | Universidad Católica   | 2:0 (0:0) | Audax Italiano | San Carlos, Las Condes                                    |                                                           |
|                                | Vargas 70' · Rojas 76' | Reporte   |                | Asistencia: 4.105 espectadores Árbitro(s): Eduardo Gamboa | Asistencia: 4.105 espectadores Árbitro(s): Eduardo Gamboa |

### Final
| 17 de diciembre de 2015, 20:00 | Palestino                 | 2:1 (1:1) | Universidad Católica | Santa Laura, Independencia                                |                                                           |
|                                | Alarcón 31' · Zacaría 78' | Reporte   | 13' Sierralta        | Asistencia: 3.334 espectadores Árbitro(s): Julio Bascuñán | Asistencia: 3.334 espectadores Árbitro(s): Julio Bascuñán |

| 20 de diciembre de 2015, 19:30 | Universidad Católica                                   | 4:1 (1:0) | Palestino    | San Carlos, Las Condes                                    |                                                           |
|                                | Llanos 31' · Farías 71' (a.g.) · Vargas 75' · Ríos 85' | Reporte   | 68' Riquelme | Asistencia: 7.237 espectadores Árbitro(s): Eduardo Gamboa | Asistencia: 7.237 espectadores Árbitro(s): Eduardo Gamboa |

## Ganador
|                                                      |
| Universidad Católica                                 |
| Clasificado a la Copa Sudamericana 2016 como Chile 1 |